# Victorica
Victorica est une ville de l'extrême nord de la province de La Pampa, en Argentine, au sein de ce que l'on appelle Pampa sèche. Elle est le chef-lieu du département de Loventué.

## Histoire
La ville a été fondée en 1882 après la défaite des ranquels lors de la Conquête du désert entrepris par le général Julio Argentino Roca. C'est la ville la plus ancienne de la province. Son nom est celui du ministre de la Guerre de l'époque, le général Benjamín Victorica.

## Population
La localité comptait 5 517 habitants en 2001, c'est-à-dire une hausse de 15,8 % par rapport aux 4 764 recensés en 1991.